# Шлях кинджалів
Шлях кинджалів (англ. The Path of Daggers) — восьмий роман з циклу «Колесо часу» (англ. The Wheel of Time) американського письменника Роберта Джордана в жанрі епічного фентезі. Роман опублікувало видавництво Tor Books, він побачив світ 20 жовтня 1998 року. Це найкоротший роман циклу, він складається з пролога та 31 глави.
Роман першим серед книг циклу очолив список бестселерів газети «Нью-Йорк таймс». Він залишався на першій позиції упродовж двох місяців.
Із трьох та'веренів у цій книзі відсутній Матрім Каутон через контузію в кінці попереднього роману.

## Стислий зміст
Елейн Траканд, Найнів аль-Міра та Ав'єнда з допомогою інших жінок, здатних каналювати Єдину силу, використовують тер'ангреал Чашу вітрів щоб подолати спеку, яку насилає на світ Темний. Утікаючи від шончанської інтервенції, вони переносяться в Андор, і Елейн проголошує своє право на трон. 
Перрін вирушає в Гелдан проти самопроголошеного пророка Маземи Дагара. Він рятує, не усвідомлюючи цього, королеву Андору Моргейз, а також отримує клятву вірності від королеви Гелдану Алліандр. У кінці книги шайдо викрадають дружину Перріна Фаїл.
Егвейн аль-Вір, обрана амірлін-сіт бунтівних айз-седай, зміцнює свою владу й авторитет. Вона розпочинає облогу Білої вежі в Тар-Валоні.
Ранд аль-Тор з аша'манами та ілліанцями вирушає назустріч шончанам, намагаючись зупинити їхнє вторгнення. Після перших успіхів Ранд втрачає контроль над магічним мечем Калландором й трощить як чужих, так і своїх. Після цієї невдачі він повертається в Кайрієн, де на нього вчиняють невдалий замах аша'мани на чолі з Корланом Дашівою.